# 7866 Sicoli
7866 Sicoli eller 1982 TK är en asteroid i huvudbältet som upptäcktes den 13 oktober 1982 av den amerikanske astronomen Edward L.G. Bowell vid Anderson Mesa Station. Den är uppkallad efter den italienska astronomen Piero Sicoli.
Asteroiden har en diameter på ungefär 6 kilometer och den tillhör asteroidgruppen Nysa.